# Belone svetovidovi
La agujilla es la especie Belone svetovidovi, un pez marino de la familia belónidos, distribuida por la costa noreste del océano Atlántico, desde el sur de Irlanda hasta España y Portugal, incluyendo registros dispersos por el mar Mediterráneo, donde antes era confundida con Belone belone por su morfología casi idéntica.

## Importancia para el hombre
Es pescado para su comercialización en los mercados, en los que alcanza un precio muy alto, pudiendo encontrarse en estos tanto fresco como congelado.

## Hábitat y biología
Habita en aguas oceánicas de clima templado pelágicas.
Es una especie ovípara, con los huevos que pueden encontrarse enganchados a objetos en el agua mediante zarcillos en la superficie del huevo.